# Tesla's ei van Columbus

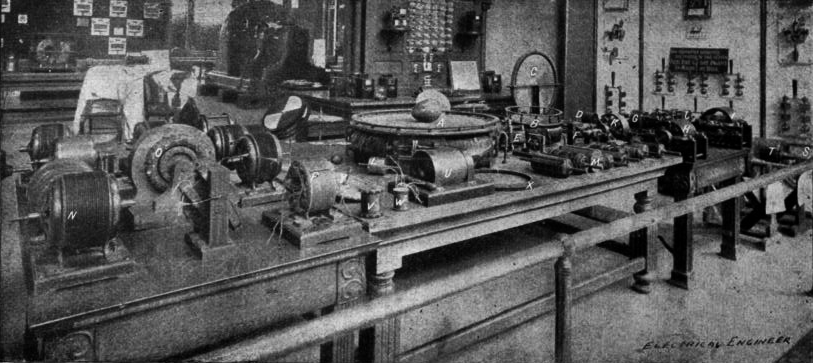
Tesla's presentatie op de Wereldtentoonstelling van 1893. Het ei ligt op een rond platform in het midden van de foto. Onder het platform is de ronde (toroïdale) spoel te zien. Uit Thomas Commerford Martin: The Inventions, Researches and Writings of Nikola Tesla, 1894, The Electrical Engineer, pag. 478

Tesla's ei van Columbus is een toestel dat Nikola Tesla demonstreerde op de  Columbian Wereldtentoonstelling van 1893 (World's Columbian Exposition) te Chicago. Tesla had dit toestel bedacht om het principe van draaiende magnetische velden en de inductiemotor te laten zien. Een stalen ei draaide rond in het magnetische veld en bleef door gyroscopische werking rechtop staan. Of het ei hiervoor de stompe of de puntzijde kiest is puur toeval.

## Constructie
Tesla gebruikte een toroïdale stator met een ijzerkern waaromheen vier spoelen waren gewonden. Door de spoelen liep tweefase wisselstroom (als in de alternator met variabele snelheid) zodat een draaiend magnetisch veld ontstond. Op een platform boven de magneten draaide het ei als op een podium rond. Het apparaat werkte bij frequenties van 25 tot 300 Hz, met een optimum tussen de 35 en 40 Hz. Replica's staan in het Nikola Tesla Museum (Музеј Николе Тесле) in Belgrado, het Technisch Museum in Zagreb and in het Ann Arbor Hands-On Museum.

## Verwijzingen
1. ↑  Nikola Tesla's Egg of Columbus, met foto van het ei in werking. Uitgever: Twenty First Century Books.
2. ↑  Video van Tesla's ei (replica in museum te Smiljan)